# Лемдяй
Лемдя́й (рос. Лемдяй, ерз. Лемдяй) — село у складі Старошайговського району Мордовії, Росія. Адміністративний центр Лемдяйського сільського поселення.
Населення — 566 осіб (2010; 602 у 2002).
Національний склад (станом на 2002 рік):
- мокшани — 81 %

У селі народився Герой Радянського Союзу, кавалер орденів Червоного Прапора, Богдана Хмельницького, Олександра Невського, Вітчизняної війни та двох орденів Червоної Зірки, двох медалей «За бойові заслуги» Надежкін Герасим Мартемьянович.